# Bonsai-Aquarium
Ein Bonsai-Aquarium ist ein Pflanzenaquarium, das erstmals im Jahre 1999 von der japanischen Firma Nisso auf der japanischen Zoofachmesse vorgestellt wurde. Im Gegensatz zu einem Paludarium, in dem auf dem Landteil auch Amphibien und Reptilien gehalten werden, ist beim Bonsai-Aquarium der Unterwasserteil deutlich größer und Tiere werden im Landteil nicht gehalten. Die Landschaft ist eine Art Miniaturwassergarten im Stile der japanischen Gartenkunst, bei dem Bonsais, kleine Solitärpflanzen und Moose Verwendung finden.
Der Landteil wird mit Mangroven- oder Moorkienwurzeln gebildet. Dahinter versteckt sich die Aquarientechnik, wie Heizung, Filter und vor allem die Bewässerung. An mehreren Stellen der Wurzeln werden Schläuche befestigt, die durch Kreiselpumpen eine ständige Wasserzufuhr gewährleisten, so dass auch Wasserfälle entstehen. Die Wurzeln und Aussparungen für wasserliebende Pflanzen sind mit Javamoos (Vesicularia dubyana) und Teichlebermoos (Riccia fluitans) verkleidet, die als Feuchtigkeitsspender fungieren.
Im Wasserteil können schattenliebende, kleinwüchsige Pflanzen integriert werden. Die Pflanzen der Familie Cryptocoryne eigen sich sehr gut, da sie auch langsam wachsen. An Fischen werden meist Welse, Salmler oder Zwergbuntbarsche eingesetzt.
Als Aquarien finden Becken Verwendung, die nach vorne abgeschrägt sind und somit nur noch eine Frontscheibe mit halber Höhe besitzen. Aber auch normale Becken sind geeignet, die zwar die gute Sicht auf die Landpflanzen etwas einschränken, aber dafür weniger Spritzwasser zulassen, und Fische können nicht so leicht aus dem Becken springen. Da das Aquarium oben offen ist, sind Hängeleuchten geeignet.